# Caucus
En los Estados Unidos se entiende por caucus (traducido como "asamblea de partidos" y pronunciado en inglés /ˈkɔːkəs/ ) al sistema de elegir delegados en varios estados de Estados Unidos (Iowa, Nevada o Wyoming, entre otros), la etapa primaria o preliminar en la que cada partido decide quién recibirá la nominación de su partido a la presidencia.
Cada partido político reúne a la gente que apoya a los diferentes candidatos de cada partido oficial. En esta reunión, el número de delegados se asigna dependiendo de la cantidad de gente que hay en el distrito electoral; hay una fórmula matemática que determina el número de votos que hay que lograr en el caucus, los delegados son elegidos por representación proporcional. Se diferencia de la "primaria" que es más parecida a una elección tradicional.
Computados los resultados de las votaciones en los estados, queda nominado por cada partido el candidato a la presidencia. El presidente resultará de las elecciones finales, a las que se presenta el candidato de cada partido.

## Origen del término
Como sugiere James Hammond Trumbull, caucus procede del idioma algonquino, una nación india norteamericana, en la que el término cau´-cau-as´u significa "reunión de jefes de tribus" o "consejo". Parece ser que fue el Partido Demócrata el que adoptó primero este término, ya que en su día era muy proclive a incorporar al inglés palabras indoamericanas. Pero no hay unanimidad sobre el origen del término, hay quienes consideran que procede del latín medieval, con el significado de "vasija".
Mientras que en inglés el plural de caucus es caucuses, en español es invariable (caucus) pues la norma para formar el plural de los extranjerismos que acaban en -s dicta que solo son variables cuando son palabras agudas o monosílabas.

## Otros significados
En un proceso de mediación, el caucus es una reunión en la que el mediador habla en privado con cada una de las partes del conflicto para así recabar información que le sirva para resolverlo.